# عبد المجيد القاضي
عبد المجيد القاضي (ولد في 1934) كاتب مسرحي وكاتب يمني. تتناول أعماله المشاكل الاجتماعية التي يعاني منها اليمن. أول مسرحيتين كانتا بنت الدودحي والفتى منصور المنصور. قصته القصيرة الحلقة الأخيرة ترجمت إلى اللغة الإنجليزية وظهرت ضمن مقتطفات الأدب العربي الحديث 1988.